# Těžké ublížení na zdraví
Těžké ublížení na zdraví upravuje v České republice trestní zákoník ve zvláštní části obsahující katalog trestných činů, které jsou podle charakteru chráněného společenského zájmu rozděleny do 13 hlav. Těžké ublížení na zdraví je řazeno do hlavy trestné činy proti životu a zdraví, konkrétně pod díl 2 Trestné činy proti zdraví.

## Těžké ublížení na zdraví
§ 145 stanovuje těžké ublížení na zdraví a tresty takto:
- Kdo jinému úmyslně způsobí těžkou újmu na zdraví, bude potrestán odnětím svobody na tři léta až deset let.
- Odnětím svobody na pět až dvanáct let bude pachatel potrestán, spáchá-li čin uvedený v odstavci 1

1. na dvou nebo více osobách,
2. na těhotné ženě,
3. na dítěti mladším patnácti let,
4. na svědkovi, znalci nebo tlumočníkovi v souvislosti s výkonem jejich povinnosti,
5. na zdravotnickém pracovníkovi při výkonu zdravotnického zaměstnání nebo povolání směřujícího k záchraně života nebo ochrany zdraví, nebo na jiném, který plnil svoji obdobnou povinnost při ochraně života, zdraví nebo majetku vyplývající z jeho zaměstnání, povolání, postavení nebo funkce nebo uloženou mu podle zákona,
6. na jiném pro jeho skutečnou nebo domnělou rasu, příslušnost k etnické skupině, národnost, politické přesvědčení, vyznání nebo proto, že je skutečně nebo domněle bez vyznání,
7. opětovně nebo
8. ze zavrženíhodné pohnutky.

- Odnětím svobody na osm až šestnáct let bude pachatel potrestán, způsobí-li činem uvedeným v odstavci 1 smrt.
- Příprava je trestná.

## Těžká újma na zdraví
Pokud má být jednání pachatele trestného činu kvalifikováno jako Těžké ublížení na zdraví § 145, nestačí pouze následek těžké újmy, ale musí být prokázán úmysl těžkou újmu na zdraví způsobit, popřípadě srozumění s následky těžké újmy (eventuální úmysl). Pokud by byla skutková podstata trestného činu těžké újmy na zdraví následkem nedbalosti, kvalifikuje se tento trestný čin jako těžké ublížení na zdraví z nedbalosti (§ 147).

### Újma na zdraví a těžká újma na zdraví
Dle § 122 odst. 1 je ublížení na zdraví definováno jako takový stav záležející na poruše zdraví nebo jiném onemocnění, kdy porušením normálních tělesných nebo duševních funkcí znesnadňuje, nikoli po krátkou dobu, obvyklý způsob života a vyžaduje lékařského ošetření.
Zákon vymezuje těžkou újmu na zdraví podle trestního zákoníku v ustanovení § 122 odst. 2.
jako vážnou poruchu zdraví nebo vážné onemocnění, spočívající v některé z následujících eventualit:
- zmrzačení (trvalé tělesné poškození)
- ztráta nebo podstatné snížení pracovní způsobilosti (zde se také rozlišuje také podle osobních poměrů poškozeného, například zda se jedná o hudebního virtuosa, profesionálního sportovce a podobně)
- ochromení údu (zejména pohybového ústrojí)
- ztráta nebo podstatné oslabení funkce smyslového ústrojí (zrak, sluch, čich, chuť, hmat)
- poškození důležitého orgánu (například rozmnožovacího)
- zohyzdění (například popáleniny obličeje)
- vyvolání potratu nebo poškození plodu
- mučivé útrapy (nejen fyzické, ale i psychické, které je nutno objektivizovat znaleckým posudkem)
- delší dobu trvající porucha zdraví (zpravidla pokud trvá více než 6 týdnů, avšak podle okolností se může jednat i o dobu kratší, zejména pokud se jednalo o velmi vážný útok, který nevedl ke smrti poškozeného pouze vlivem příznivých okolností).

## Podání trestního oznámení
Při spáchání trestného činu Těžké ublížení na zdraví nebo při podezření na spáchání tohoto trestného činu může být podáno trestní oznámení jak fyzickou tak právnickou osobou, zastoupenou statutárním vedením organizace. Trestní oznámení se podává buď útvaru složky pořádkové (uniformované) policie nebo službě kriminální policie a v případě tohoto trestného činu je možno trestní oznámení podat jak útvaru služby pořádkové (uniformované) policie tak službě kriminální policie a vyšetřování. O podezření, že trestný čin ublížení na zdraví byl spáchán, v praxi oznamuje tuto skutečnost službukonající lékař rychlé záchranné služby.
V případě tohoto trestného činu je nezbytná těsná spolupráce poškozeného s orgány činnými v trestním řízení při dokazování, a to především včasným vyhledáním lékařského ošetření s vyžádáním podrobné zprávy o zdravotním stavu, případně provedením fotodokumentace úrazových změn na těle oběti. Jedná se o důležité podklady pro pozdější znalecké zkoumání v oboru soudního lékařství.
Pokud je nutné, aby totožnost oznamovatele-svědka byla utajena, tak dle § 55 odstavce 2 trestního řádu,  to musí být řádně nahlášeno na policejní orgán již při prvním výslechu nebo kontaktu s policejním orgánem. Svědek nemá právní nárok na utajení svého jména, o tomto rozhoduje v prvním stupni policejní orgán, případně ve druhém stupni státní zástupce.
Důvodem pro podání trestního oznámení přímo na státním zastupitelství může být nutnost, aby tato věc byla dozorována státním zástupcem již od začátku. Státní zastupitelství věc se závaznými pokyny svěří příslušnému policejnímu orgánu, na který pak bude dohlížet a postup kterého bude přezkoumávat.

## Škodní řízení
Co se týká průběhu trestního řízení, poškozený má několik základních práv:
- může nahlížet do spisů a činit návrhy na doplnění dokazování,
- může se zúčastnit hlavního líčení a veřejného zasedání ve kterém se jedná o odvolání,
- před skončením trestního řízení se může k věci vyjádřit.
- Poškozený musí být o svých právech poučen orgánem činným v trestním řízení.

Může se stát, že poškozený bude současně i svědkem, v tomto případě může policejní orgán v přípravném řízení odmítnout jeho žádost o nahlédnutí do spisu. Nicméně v tomto případě poškozený má právo na to, aby státní zástupce postup policejního orgánu přezkoumal.
Aby soud rozhodl o povinnosti odsouzeného nahradit poškozenému újmu, musí být splněny následující podmínky:
- poškozený nebo jeho zmocněnec podá návrh z vlastní iniciativy, a to nejpozději do zahájení dokazování v hlavním líčení,
- důkazy pro jednání soudu musí zajistit a podat poškozený,
- musí se jednat o přímou škodu v příčinné souvislosti s jednáním konkrétního pachatele,
- musí se jednat o materiální škodu na majetku nebo zdraví a musí být vyčíslena v penězích tuzemské měny.

Pokud je poškozená osoba výdělečně činná, musí předložit orgánům činným v trestním řízení důkaz o konkrétní majetkové újmě, například potvrzení finančního úřadu. U zaměstnanců to může být potvrzení zaměstnavatele o rozdílu mezi průměrným platem a vyplacenou dávkou na základě nemocenského pojištění. 
Dle zákona č. 209/97 Sb. o poskytnutí pomoci obětem trestné činnosti  v případě, kdy nebyl zjištěn pachatel nebo pokud škoda na zdraví nebo v důsledku smrti způsobená trestným činem nebyla plně uhrazena, stát poskytne oběti trestné činnosti peněžitou pomoc. Výši této pomoci určuje vyhláška ministerstva zdravotnictví č. 440/2001 Sb., o odškodnění bolesti a ztížení společenského uplatnění.